# Data Science для бізнесу. Як збирати, аналізувати і використовувати дані
Data Science для бізнесу. Як збирати, аналізувати і використовувати дані (англ. Data Science for Business: What You Need to Know about Data Mining and Data-Analytic) — книга американських науковців Фостера Провоста (професора інформаційних систем Школи бізнесу Леонарда Н. Штерна при Нью-Йоркському університеті, доктора філософії в галузі комп'ютерних наук в Університеті Пітсбурга) і Тома Фоусета (доктора наук в області машинного навчання). Вперше опублікована 19 серпня 2013 року американською видавничою компанією «O'Reilly Media». Українською мовою книга перекладена та опублікована в 2019 році видавництвом «Наш Формат» (перекладач — Анастасія Дудченко).

## Огляд книги
Що таке «Data Science»? З якими проблемами може зіткнутися компанія, наймаючи на роботу фахівця з обробки даних? Автори книги не просто дають відповіді на ці та багато інших питань, вони виводять фундаментальні рішення, які мають відношення не до конкретного методу чи алгоритму аналізу даних, а й до погляду на проблему в цілому, до застосування такого аналізу в реальному світі.

## Основний зміст
Основа книги — досвід викладання дисципліни в Школі Леонарда Н. Штерна.
У першому розділі викладені основи Data Science, розповідається, що таке дата-аналітичне мислення, наводиться цікавий приклад прогнозу відтоку користувачів, а також розкривається роль Data Science в прийнятті рішень в компанії. Водночас згадуються великі дані в контексті Data Science, перехід від Big Data 1.0 до Big Data 2.0.
Другу частину присвячено бізнес проблем та їх вирішенню за допомогою Data Science. Автори пропонують кілька базових методик: класифікація та оцінка ймовірності, регресія, пошук подоб, кластерний аналіз, пошук асоціацій, профілювання, прогноз зв'язків, перетворення даних, казуальне моделювання. А також методи з учителем (supervised) та без вчителя (unsupervised).
Розділ третій присвячено введенню в предикативне моделювання: від кореляції до контрольованої сегментації (supervised segmentation). Наводиться приклад розгляду проблеми відтоку користувачів через індукцію дерев.
Інші важливі питання, детально розглянуті Фоусетом і Провостом:
підбір моделі до даних;
перенавчання моделі, методи уникнення цього процесу;
подібності, сусіди, кластери;
особливості хорошої моделі;
візуалізація моделі продуктивності;
очевидність та ймовірність;
аналітична інженерія;
інші Data Science завдання й техніки.
Крім того, розглядаються питання Data Science і стратегії бізнесу, фундаментальні концепції Data Science. Автори обговорюють майбутнє покоління дослідників даних, які навички будуть затребувані та які функції вони виконуватимуть.

## Відгук
«Книга „Data Science for Business“ — прекрасна відправна точка для подальшого вивчення кількісної аналітики. Дає бізнесменам набір важливих концепцій для розуміння аналізу даних, вчить ставити правильні питання. Прочитавши книгу, керівники підприємств зможуть адекватно оцінити висновки кількісних аналітиків, на основі чого — прийняти зважені рішення. Технічним фахівцям книга дає глибоке розуміння базових принципів, що лежать в основі аналізу даних та закладає основу для подальшого вивчення предмета», — DataReview.info, інформаційно-освітній портал

## Переклад українською
- Фостер Провост. Data Science для бізнесу. Як збирати, аналізувати і використовувати дані / Фостер Провост, Том Фоусет / пер. Анастасія Дудченко. — К.: Наш Формат, 2019.